# Aneesh Chopra
Aneesh Paul Chopra, né le 13 juillet 1976 à Trenton, est un informaticien américain, premier responsable fédéral de la technologie (Chief Technology Officer) dans l'administration Obama du 18 avril 2009, au 27 janvier 2012.

## Formation
Aneesh Chopra a obtenu un Masters de politique publique à l'école John F. Kennedy de l'université de Harvard en 1997, après avoir obtenu un B.A. à l'université Johns-Hopkins en 1994.

## Carrière
Il est directeur de l'Advisory Board Company, une entreprise cotée en Bourse, puis responsable pendant trois ans de la technologie pour l'État de Virginie.
Le 18 avril 2009, Aneesh Chopra est nommé responsable fédéral de la technologie par le président Barack Obama, devenant ainsi le premier CTO des États-Unis. Le choix d'Aneesh Chopra a été appuyé en février 2009 par deux députés républicains de Virginie, Gerry Connolly et Jim Moran.
Le 27 janvier 2012, il annonce son départ de la Maison Blanche pour venir en soutien à la campagne de Tim Kaine pour le poste de gouverneur de Virginie, ainsi que pour appuyer la candidature d'Obama à la présidentielle dans ce même État.

## Académique
En Virginie, Aneesh Chopra a réalisé un manuel scolaire open source, le Physics Flexbook.